# Roestelia brucensis
Roestelia brucensis är en svampart som beskrevs av Parmelee 1965. Roestelia brucensis ingår i släktet Roestelia och familjen Pucciniaceae.   Inga underarter finns listade i Catalogue of Life.